# Oļegs Laizāns
Oļegs Laizāns (* 28. března 1987, Riga, Lotyšská SSR, SSSR) je lotyšský fotbalový záložník a reprezentant, od roku 2016 hráč klubu Riga FC.

## Klubová kariéra
Mimo Lotyšsko působil na klubové úrovni v Rusku a Polsku.

## Reprezentační kariéra
Působil v lotyšských mládežnických reprezentacích.
V A-mužstvu Lotyšska debutoval 10. 8. 2011 v přátelském utkání v Rize proti reprezentaci Finska (prohra 0:2).